# Puthuppally (Kottayam)
Puthuppally es una ciudad censal situada en el distrito de Kottayam en el estado de Kerala (India). Su población es de 29635 habitantes (2011). Se encuentra a 1 km de Kottayam y a 72 km de Cochin.

## Demografía
Según el censo de 2011 la población de Puthuppally era de 29635 habitantes, de los cuales 14304 eran hombres y 15331 eran mujeres. Puthuppally tiene una tasa media de alfabetización del 98,02%, superior a la media estatal del 94%: la alfabetización masculina es del 98,41%, y la alfabetización femenina del 97,65%.